# Purpurryggig skrika
Purpurryggig skrika (Cyanocorax beecheii) är en fågel i familjen kråkfåglar inom ordningen tättingar. Den förekommer endast i västra Mexiko. Arten minskar i antal men beståndet anses ändå vara livskraftigt.

## Utseende
Purpurryggig skrika är en 35–41 cm lång kråkfågel med kraftig näbb och lång stjärt. Fjäderdräkten är svart och purpurfärgad, med svart på huvud, hals, övre delen av manteln och undersidan, medan resten är purpurblå, ljusast på nedre delen av manteln och övergumpen. På huvudet syns en lite och krullig tofs. Näbben är svart och ögat samt benen är gula.

## Utbredning och systematik
Fågeln förekommer enbart i låglänta områden i västra Mexiko (från sydöstra Sonora och Chihuahua till Nayarit). Den behandlas som monotypisk, det vill säga att den inte delas in i några underarter.

## Levnadssätt
Purpurryggiga skrikan formar sociala grupper med ett adult par och upp till tre ungar från föregående års kull. Fågeln livnär sig på ryggradslösa djur och små ryggradsdjur. Den fångar insekter i luften, plockar föda från löv och rotar runt i bark eller på marken. Den kan också lämna skogen för att födosöka i fruktträdgårdar, vägrenar, sädesfält och soptippar.
Familjegruppen bildar revir på mellan 25 och 43 hektar som den försvarar mot grannar. Paret håller ihop livet ur, ett band som upprätthålls med olika spelläten liksom att putsa varandra och ge varandra mat. Även om familjegruppen kan innehålla flera par är det bara det dominanta som häckar. Honan i paret får hjälp med bobygget av andra i gruppen, en rätt slarvig samling kvistar vari hon lägger fem ägg i början av maj. Endast honan ruvar, i 19 dagar, medan hon blir matad av hanen och ibland även andra gruppmedlemmar. Hela gruppen hjälps åt att mata ungarna när de är kläckta. Efter cirka 24 dagar är de flygga. Unga hanar stannar med gruppen i ett år innan de bildar egna familjer, medan honorna stannar i gruppen.

## Status och hot
Arten har ett stort utbredningsområde men tros minska i antal, dock inte tillräckligt kraftigt för att den ska betraktas som hotad. Internationella naturvårdsunionen IUCN listar därför arten som livskraftig (LC). Beståndet uppskattas till under 50 000 vuxna individer.

## Namn
Fågelns vetenskapliga artnamn hedrar Frederick William Beechey (1796–1856), brittisk geograf och upptäcktsresande i Stilla havet 1825–1828 samt president för Royal Geographical Society 1855–1856.